# Capim-mombaça
Capim-mombaça (Panicum maximum), também conhecido como capim-colonião, é uma espécie de planta com flor pertencente à família Poaceae. É uma planta de origem africana que foi disseminada nas regiões tropicais e subtropicais.
A autoridade científica da espécie é Jacq., tendo sido publicada em Icones Plantarum Rariorum 1: 2, pl. 13. 1781. O capim-mombaça é uma espécie de gramínea que atinge até 1,65m de altura e tem folhas quebradiças.

## Protecção
Não se encontra protegido por legislação portuguesa ou da Comunidade Europeia, tanto pelo anexo da Directiva Habitats como pelo anexo da Convenção sobre a Vida Selvagem e os Habitats Naturais na Europa. Trata-se de uma espécie presente no território português, nomeadamente no arquipélago da Madeira. Em termos de naturalidade é introduzida na região atrás indicada.

## Utilização
O capim-mombaça é um capim utilizado como adubo verde, não só pelo seu rápido e vigoroso crescimento após o corte, mas também por ter uma tolerância maior ao sombreamento do que a maioria dos capins. Assim, na agricultura sintrópica e em sistemas agroflorestais é possível fazer consórcio de plantas onde as entrelinhas são de capim-mombaça e as leiras são de várias espécies que serão beneficiadas pelo acúmulo de matéria orgânica em suas bordas, a partir do constante corte e manejo. Dessa forma, ao longo do tempo, aumenta-se o percentual de matéria orgânica no solo, a microbiota, e a fertilidade.
É um capim considerado de boa palatabilidade e nutritivo para o consumo animal, como forragem. O consumo de P. maximum, como matéria seca, foi relacionado em experimentos com o ganho de peso dos animais. No Brasil existem diversas cultivares dessas espécies selecionadas para uso em pastejo, e o capim-colonião se destacou pelo porte alto e grande produção de sementes; teve ampla dispersão e encontra-se naturalizado em quase todo o país. A partir de 1990 a Embrapa lançou cultivares que destacam-se por serem menos estacionais, produzindo considerável quantidade de forragem durante a estação seca.